# Evenes
Gmina Evenes (norw. Evenes kommune, sami Evenášši suohkanis) – norweska gmina leżąca w regionie Nordland. Jej siedzibą jest miasto Bogen i Ofoten.
Evenes jest 302. norweską gminą pod względem powierzchni.

## Demografia
Według danych z roku 2005 gminę zamieszkuje 1417 osób, gęstość zaludnienia wynosi 5,62 os./km². Pod względem zaludnienia Evenes zajmuje 376. miejsce wśród norweskich gmin.
| ludność stan na 1 stycznia 2005 |         |           |       |
|                                 | kobiety | mężczyźni | razem |
| osób                            | 697     | 720       | 1417  |
| %                               | 49,19%  | 50,81%    | 100%  |

| wykształcenie stan na 1 października 2004 |            |         |        |          |
|                                           | podstawowe | średnie | wyższe | nieznane |
| osób                                      | 286        | 690     | 147    | 25       |
| %                                         | 24,91%     | 60,1%   | 12,8%  | 2,18%    |

## Edukacja
Według danych z 1 października 2004:
- liczba szkół podstawowych (norw. grunnskolar): 2
- liczba uczniów szkół podst.: 162

Transport
- przez miasto przechodzi droga europejska E10
- 10 km na zachód od miejscowości znajduje się port lotniczy Harstad/Narvik (kod IATA: EVE)

## Władze gminy
Według danych na rok 2011 administratorem gminy (norw. rådmann) jest Steinar Sørensen, natomiast burmistrzem (norw. ordfører, d. borgermester) jest Jardar Jensen.